# Il segreto degli angeli
Il segreto degli angeli (titolo originale Änglamakerskan, letteralmente "La fabbricante di angeli") è un romanzo giallo della scrittrice svedese Camilla Läckberg pubblicato in Svezia nel 2011.
È l'ottavo libro della serie che ha per protagonisti la scrittrice Erica Falck e il poliziotto Patrik Hedström.
La prima edizione del romanzo è stata pubblicata nell'anno 2015 da Marsilio.

## Trama
Fjällbacka, 1908. Una mattina la polizia irrompe in casa Svensson, arrestando i genitori della piccola Dagmar; la madre Helga è infatti accusata di un terribile delitto. La bambina, che ha otto anni, viene data in affido. Arrivata alla maggiore età, si mantiene facendo la cameriera per diversi nobili della zona. Una sera, mentre presta servizio presso una sfarzosa festa in una villa, conosce il pilota tedesco Hermann Göring, di cui si infatua e con cui trascorre una notte di passione, rimanendo incinta. La ragazza sviluppa un'autentica ossessione per l'uomo, soprattutto dopo la nascita della figlia Laura (nel 1920); si autoconvince che l'ufficiale (che nel frattempo è divenuto gerarca nazista) ricambi il suo amore e lo cerca fino a ritrovarlo. L'uomo però la respinge sprezzantemente, acuendo la follia della giovane donna, il cui amore si trasforma in odio profondo. Nel frattempo Laura cresce e con l'aiuto dei servizi sociali diventa autonoma dalla madre pazza, che viene rinchiusa in un ospedale psichiatrico. A diciott'anni (1938) si sposa con un ricco uomo di trentacinque anni più vecchio, e chiude completamente i rapporti con la madre, che svanisce nel nulla nel 1949.
Isola di Valö, 1970. Rune Elvander è un ex militare che intende acquistare la vecchia colonia sull'isoletta di fronte a Fjällbacka per trasformarla in un rigido collegio maschile per rampolli di famiglie abbienti. In passato la colonia era appartenuta ad un nobile, un folle di simpatie naziste che l'aveva trasformata in una sorta di bunker. Quando perde sua moglie, Rune sposa la giovanissima Inez; la ragazza viene però trattata alla stregua di una sguattera dal marito e dai suoi figli di primo letto Claes e Annelie; l'unico che sembra provare affetto per lei è il piccolo Johan. Nonostante l'arrivo della piccola Ebba, l'astio dei due figliastri non si placa, rendendo la vita di Inez un inferno, nell'indifferenza più totale del marito.
2010. Ebba e Mårten, una coppia in crisi a causa della tragica scomparsa di Vincent, il loro bambino, decidono di cominciare una nuova vita a Valö. Il loro progetto è quello di ristrutturare l'ex collegio da lei ereditato per poi aprire un bed&breakfast. Ebba era praticamenta nata in quel posto ma il giorno di Pasqua del 1974, quando lei aveva appena un anno, a seguito di una chiamata anonima, i detective Flygare e Ljung della stazione di Tanumshede accorsero trovando la bimba da sola a piangere, la tavola apparecchiata e nessuna traccia dei genitori, Rune e Inez, dei due fratelli e della sorella. Poco dopo, cinque allievi della scuola che, per ragioni diverse, rimasero al collegio anche durante le vacanze pasquali, fecero ritorno sull'isola da una battuta di pesca ma, interrogati, caddero dalle nuvole riguardo alla sparizione della famiglia Elvander.
Erica Falck è sempre rimasta affascinata da questo mistero, quindi, quando qualcuno cercherà di allontanare Ebba dall'isola prima facendo scoppiare un incendio durante la notte, poi sparandole, cercherà di andare a fondo della cosa, aiutando Patrik nell'indagine. Il poliziotto cercherà di capire se ci sia un collegamento tra le minacce attuali e la sparizione del '74 anche grazie ad alcune vecchie tracce di sangue venute alla luce durante il restauro della colonia. Sfruttando la sua abilità nello scovare tracce e documenti, la scrittrice trova una pista che la porta a venire a conoscenza dell'indicibile delitto di cui si macchiò una donna, Helga Svensson, soprannominata dagli abitanti di Fjällbacka "la fabbricante di angeli", che fu decapitata a inizio secolo XX, e del legame di quell'antica storia con Ebba. Patrik e Gösta indagano sui cinque ex allievi del collegio, divenuti quasi tutti importanti uomini in vista, trovando una crepa nella loro storia da cui si intravede il tremendo segreto che i cinque celano da anni; segreto che verrà squarciato dalle intuizioni dell'anziano detective Flygare (che si prese cura di Ebba il primo mese dopo la tragedia, ma che non adottò) grazie alle quali verrà svelato chi e per quale morboso motivo assassinò la famiglia Elvander.

## Personaggi
Stazione di polizia di Tanum
- Patrik Hedström: detective.
- Martin Molin: detective.
- Gösta Flygare: detective anziano, presente nei fatti del 1974 assieme al collega Henry Ljung.
- Annika Jansson: segretaria.
- Paula Morales: detective.
- Bertil Mellberg: commissario.

Personaggi principali
- Erica Falck: scrittrice, moglie di Patrik.
- Ebba Elvander: proprietaria dell'ex collegio di Valö.
- Mårten Stark: carpentiere, marito di Ebba.

I cinque ex allievi del collegio:
- Josef Meyer: uomo d'affari;
- Sebastian Månsson: imprenditore edile;
- John Holm: deputato del movimento nazionalista "Amici della Svezia";
- Percy von Bahrn: nobile in decadenza;
- Leon Kreutz: ricco ex avventuriero.

Personaggi secondari
- Anna Falck: sorella di Erica.
- Liv: moglie di John.
- Ia: moglie di Leon.
- Kjell Ringholm: giornalista.
- Ove Linder: ex docente del collegio.

Isola di Valö (1974)
- Rune Elvander: gestore del collegio, padre di Ebba.
- Inez Blitz: seconda moglie di Rune e madre di Ebba.
- Claes Elvander: fratellastro di Ebba.
- Annelie Elvander: sorella di Claes.
- Johan Elvander: fratello minore di Claes ed Annelie.

## Edizioni
- Camilla Lackberg, Il segreto degli angeli, traduzione di Laura Cangemi, Marsilio, 2015. ISBN 978-88-317-2087-8.
- Camilla Lackberg, Il segreto degli angeli, traduzione di Laura Cangemi, Marsilio, 2016. ISBN 978-88-317-2443-2.
- Camilla Lackberg, Il segreto degli angeli, traduzione di Laura Cangemi, Universale Economica Feltrinelli, 2018. ISBN 978-88-317-4113-2.